# Huisnes-sur-Mer
Huisnes-sur-Mer is een gemeente in het Franse departement Manche (regio Normandië) en telt 169 inwoners (2004). De plaats maakt deel uit van het arrondissement Avranches.

## Geografie
De oppervlakte van Huisnes-sur-Mer bedraagt 6,8 km², de bevolkingsdichtheid is 24,9 inwoners per km².
De onderstaande kaart toont de ligging van Huisnes-sur-Mer met de belangrijkste infrastructuur en aangrenzende gemeenten.

## Demografie
Onderstaande figuur toont het verloop van het inwonertal (bron: INSEE-tellingen).

1. ↑  Populations de référence 2022.